# Lex Iulia de Vi Publica
La Lex Iulia de Vi Publica es una ley de la Antigua Roma, pareja de la Lex Iulia de Vi Privata, que contemplaba los casos de violencia en la administración.

## Contenido
Augusto proclama una serie de leyes bajo el nombre de Iulia. La primera de ellas castiga con el destierro a cualquier funcionario que mate u ordene matar, dar tormento, azotar, condenar o apresar a un ciudadano que hubiese apelado al emperador (adversus provocationem).

## Uso
Tiberio la utilizó para sanear la administración y acabar con la corrupción pero, pese a estos esfuerzos, las provincias siguen siendo instrumentos para enriquecerse por parte de los responsables de la administración. En los Anales IV, 5, de Tácito, se narra el asesinato de un pretor de la Hispania Citerior, Lucio Calpurnio Pisón en el año 25, consulado de Coso Cornelio Léntulo y Marco Asinio Agripa, por un campesino de Termes del grupo de los arévacos. Se descubrió que fue una venganza de los termesinos ante los abusos por los impuestos. 
Una referencia al uso de esta ley se inserta en un proceso contra Numerio Vibio Sereno por abuso de poder. Se le condena al destierro a una isla griega en el año 23. Hay una alusión de Tácito en los Anales IV, 13, se hace referencia a Sereno como gobernador de la Bética condenado por esta ley al destierro en una isla griega.